# Potniai
Potnies (en grec ancien Ποτνίαι) est une ville antique de Béotie, proche de Thèbes.
Elle a donné son nom à un Glaucos de Potniai qui, à l'instar de Diomède, nourrit ses chevaux de chair humaine pour qu'ils deviennent plus agressifs, et finit dévoré par eux. C'est apparemment le sujet d'une tragédie perdue d'Eschyle, Glaucos de Potniai (Γλαῦκος Ποτνιεὐς).